# Vanessa Marano
Vanessa Marano (Los Angeles, Kalifornija, 31. listopada 1992.) je američka glumica.

## Biografija
Još kao mala djevojčica proslavila se glumeći u serijama Without a Trace i Gilmore Girls.Ima mlađu sestru Lauru Marano.Najbolju ulogu dobila je u filmu Without a Trace glumeći Jackovu stariju kćerku, Valerinu pokćerku u filmu The Comeback i za ulogu April Nadini u filmu Gilmore Girls.

## Filmografija
| Godina | Film                 | Uloga                | Objašnjenje                |
| ------ | -------------------- | -------------------- | -------------------------- |
| 1994.  | Električni Božić     | Gwen                 | Animirani film Kratki film |
| 2003.  | Lagan                | Malena Jamie         | Nezavisni film             |
| 2004.  | Priča Ellison Brooke | Mlada Brooke Ellison | TV film                    |
| 2007.  | Pakao na Zemlji      | Shelly               | TV film                    |
| 2008.  | Uništena zabava      | Monica               | TV film                    |
| 2008.  | The Clique           | Layne Abeley         | TV film                    |
| 2008.  | Istina u oglašavanju | Haley McGuire        | TV film                    |
| 2008.  | Čovjek tvojih snova  | Maia                 | TV film                    |
| 2009.  | Zaustavljajući moć   | Tracey               | još u tijeku               |